# Adalberto Páez Arenas
 Adalberto Páez Arenas  fue un director de cine de Argentina que en 1944 dirigió la publicación especializada  Cine técnica. Fue uno de los fundadores de la entidad Directores Argentinos Cinematográficos en 1958.

## Actividad profesional
En 1944 apareció Cine técnica como una publicación mensual cuya edición completa de 11 números configuró un libro. Pertenecía a la editorial argentina Aristides Quillet S.A. y la dirigía Adalberto Páez Arenas. Fue presentada inicialmente como un “tratado técnico práctico de cinematografía” y, más adelante, como “una publicación mensual de técnica cinematográfica en América Latina”.
La obra total constaba de 600 bolillas de enseñanza divididos en las secciones Dirección, Producción, Técnica y Técnica Literaria y Artística. La publicación, en la que colaboraban técnicos, actores y directores argentinos y extranjeros era una muestra del desarrollo de la industria del cine en el país y de su importancia en el resto de América en la década de 1940. Entre quienes hacían sus aportes a la revista estaban, entre otros, el director Luis César Amadori; A. Carlisky; Ricardo Cerebello, un conocido hombre de la industria del cine, que había representado a las hermanas en sus primeros pasos en este arte e ideó sus nombres artísticos de Mirtha y Silvia Legrand;, el actor Alberto Foradori; Stanley Garrick; el músico Alejandro Gutiérrez del Barrio; el escenógrafo Abel López Chas; Américo Méndez, quien como socio del Cine Club Argentino había iniciado los cine-debates en esa institución; el productor y empresario Atilio Mentasti;  el director de fotografía Mario Pagés; el director de cine y guionista José Arturo Pimentel, A. Rosiano; F. Saver Peck y el sonidista Germán Zulem.

## Filmografía
Director
- Las tres claves  (1953)
- Isla hechizada  (1955) (inédita)

Guionista
- Las tres claves  (1953)

Jefe de producción
- Furia en la isla  (1978)

Asistente de producción
- Siete para un secreto  (1947)
- Delito   (1962)

Coordinación de producción
- Bacará  (1955)